# Lactit
Lactit (Lebensmittelzusatzstoff E 966), auch Lactitol (INN), ist ein synthetischer Zuckeraustauschstoff, der in der Natur nicht vorkommt. Lactit wird durch katalytische Hydrierung von Milchzucker unter Druck gewonnen. Dabei wird der Glucoseteil der Lactose zu Sorbit (Glucitol) reduziert, die glycosidische Bindung jedoch nicht aufgebrochen. Lactit wird daher chemisch als 4-O-β-D-Galaktopyranosyl-D-glucitol bezeichnet.

## Synthese
Die Synthese von Lactit wurde als erstes von Jean Baptiste Senderens im Jahr 1920 beschrieben. Zur katalytischen Hydrierung von Lactose zu Lactit wird Wasserstoff verwendet. Als Katalysatoren können Nickel und Ruthenium verwendet werden. Kupfer und Palladium katalysieren ebenfalls allerdings mit einer geringeren Selektivität und einem kleineren Umsatz. Als Promotoren können beispielsweise Eisen und Chrom für Nickelkatalysatoren und Kohlenstoff für Rutheniumkatalysatoren eingesetzt werden. Die Temperatur und der Druck bei der Reaktionsführung sind abhängig von dem Katalysator und anderen Einflüssen. Die Hydrierung ist eine Oberflächenreaktion, bei der die adsorbierte Lactose mit dem dissoziativ adsorbierten Wasserstoff reagiert. Die Kinetik lässt sich mit der Langmuir-Hinshelwood-Haugen-Watson-Kinetik beschreiben. Mögliche Nebenprodukte sind Sorbit, Galactose, Lactulose und Milchsäure.

## Verwendung

### Süßstoff
Lactit wird als Süßstoff für Nahrungsmittel verwendet, vor allem für Diabetiker (Handelsname Lacty). Jedoch beträgt die Süßkraft nur etwa 30–40 % der von Saccharose, so dass die Verbreitung als Süßstoff limitiert ist.
Lactit greift die Zähne nur wenig an, besitzt aber einen relativ starken abführenden Effekt und wird daher auch zu diesem Zweck eingesetzt. Lange und intensive Studien haben gezeigt, dass Lactit keine toxikologisch wichtigen Nebenwirkungen aufweist.

### Therapeutisch
Therapeutisch wird Lactit zur symptomatischen Behandlung der Verstopfung, die durch andere Maßnahmen nicht gebessert werden kann, und zur symptomatischen Behandlung einer hepatischen Enzephalopathie eingesetzt.
Die Wirkung beruht auf der Umwandlung von Lactit in kurzkettige organische Säuren, die den osmotischen Druck im Colon und infolgedessen den Flüssigkeitseinstrom steigern, welcher für den abführenden Effekt verantwortlich ist (Handelsname Importal).